# RegiStax
RegiStaxはCor Berrevoetsらが開発した天体写真処理用フリーウェアである。

## 概要
RegiStaxは主にCCDカメラで撮影した天体写真のノイズ除去・輪郭強調に使用される。その基本は複数枚の画像を加算合成していく、いわゆるコンポジット処理でn枚の画像を処理すれば理論上ノイズを1 / {\displaystyle {\sqrt {n}}}に減らすことが出来る。実際には事前に撮影された天体の位置のずれを補正し、平均から外れた不適格なフレームを除外する処理を行っている。これらの処理をRegiStaxでは「スタック」と呼んでいる。さらにスタック後の画像に対しウェーブレット画像変換によるノイズ除去・輪郭強調を施すことができる。
天体写真処理用ということになっているが普通のデジタルカメラで撮影された写真にも使用することが出来る。その場合は複数枚の写真を撮影しなくてはならないので動体には不向きで風景などの静止体が対象となる。